# Irans politik
Irans politik og regeringens struktur er bygget op omkring en islamisk teokratisk republik. December 1979 forfatningen og dens 1989 forfatningsændring definerer den politiske, økonomiske og sociale orden af den islamiske republik Iran. Den erklærer at shia islam af Jaafari (Usuli) læren er Irans officielle religion.
| Politik | Spire Denne artikel om politik og ideologi er en spire som bør udbygges. Du er velkommen til at hjælpe Wikipedia ved at udvide den. |